# Universidad Popular Autónoma de Veracruz
La Universidad Popular Autónoma de Veracruz (UPAV) es una institución de educación media superior y educación superior de carácter público, cuya sede principal se encuentra en Xalapa-Enríquez, en el estado de Veracruz, en México.

### Rectores de la UPAV
- Sergio Torres Mejia (2024 - Actualidad)
- Ome Tochtli Méndez Ramírez (2018 - 2024)
- Carlos Raúl Velázquez Hernández (2017 - 2018)
- Maribel Sánchez Lara (encargada de despacho - 2017)
- Andrés Blancas Portilla (2015 - 2017)
- Guillermo Héctor Zúñiga Martínez (2011 - 2015)

## Historia
La Universidad Popular Autónoma de Veracruz (UPAV) ha favorecido a la población en general, representando una opción educativa de carácter público que responde a las necesidades específicas de la sociedad veracruzana. Es importante señalar que sus orígenes se remontan al año de 2005, con el Instituto Veracruzano de Educación para los Adultos (IVEA); según el INEGI, en ese año el 53.1% (2,580,732) de los jóvenes veracruzanos se encontraba en rezago educativo, respecto del total de la población del estado de Veracruz mayor de 15 años (4,858,837 habitantes).
Un grupo de pedagogos, funcionarios y autoridades educativas que se desempeñaba en el ámbito educativo dentro de la entidad federativa, se reunió con el propósito de analizar la situación y, con base en su experiencia, aportar ideas que ofrecieran una solución a la problemática; entre ellos se encontraba el Profesor Guillermo Héctor Zúñiga Martínez.
El 19 de septiembre de 2005, mediante la publicación en la Gaceta Oficial, el Gobernador Constitucional del Estado de Veracruz de Ignacio de la Llave le otorga facultades al IVEA para impartir Alfabetización, Educación Primaria y Secundaria, así como Educación Media Superior, Superior y Formación para el Trabajo, a todos los jóvenes y adultos mayores de 15 años, utilizando contenidos particulares que atendiera las necesidades educativas específicas a partir de la solidaridad social.
Un año más tarde, el 11 de julio de 2006, se publicaron en la Gaceta Oficial del Estado de Veracruz las reformas al Estatuto Orgánico del IVEA en donde se crean la Unidad de Educación Media Superior y la Unidad de Educación Superior.
Para el año 2007, el Profesor Zúñiga Martínez dio a conocer a los ciudadanos otra opción educativa innovadora que consistía en certificar conocimientos adquiridos en forma autodidacta en el nivel bachillerato, con la acreditación de un examen único. Sin embargo, al no seguir estrictamente los procedimientos establecidos por la Secretaría de Educación Pública (SEP), este examen tuvo que ser suspendido y posteriormente eliminado, dado que no estaba fundado en un control de calidad adecuado.
Cuatro años después, en los primeros meses del año 2011 se lanza la convocatoria para el surgimiento de otro gran proyecto, el Bachillerato Virtual; apoyado por una plataforma Digital, con los tutores solidarios y personal administrativo del (IVEA), se da legalidad a esta opción educativa que abre una puerta más de acceso a la educación, tanto para el pueblo veracruzano como para gente de otras entidades federativas.
En este orden de ideas y por el gran éxito de estos proyectos educativos, el Congreso del Estado aprobó la Ley 276 que crea la Universidad Popular Autónoma de Veracruz (UPAV) con el apoyo unánime de todos los partidos políticos con representación en el Congreso Veracruzano, con 46 votos a favor, cero en contra y cero abstenciones; al promulgarse dicha ley, el 1º de agosto de 2011, desaparece el Instituto Veracruzano de Educación Superior, que funcionó de los años 2000 a 2008.

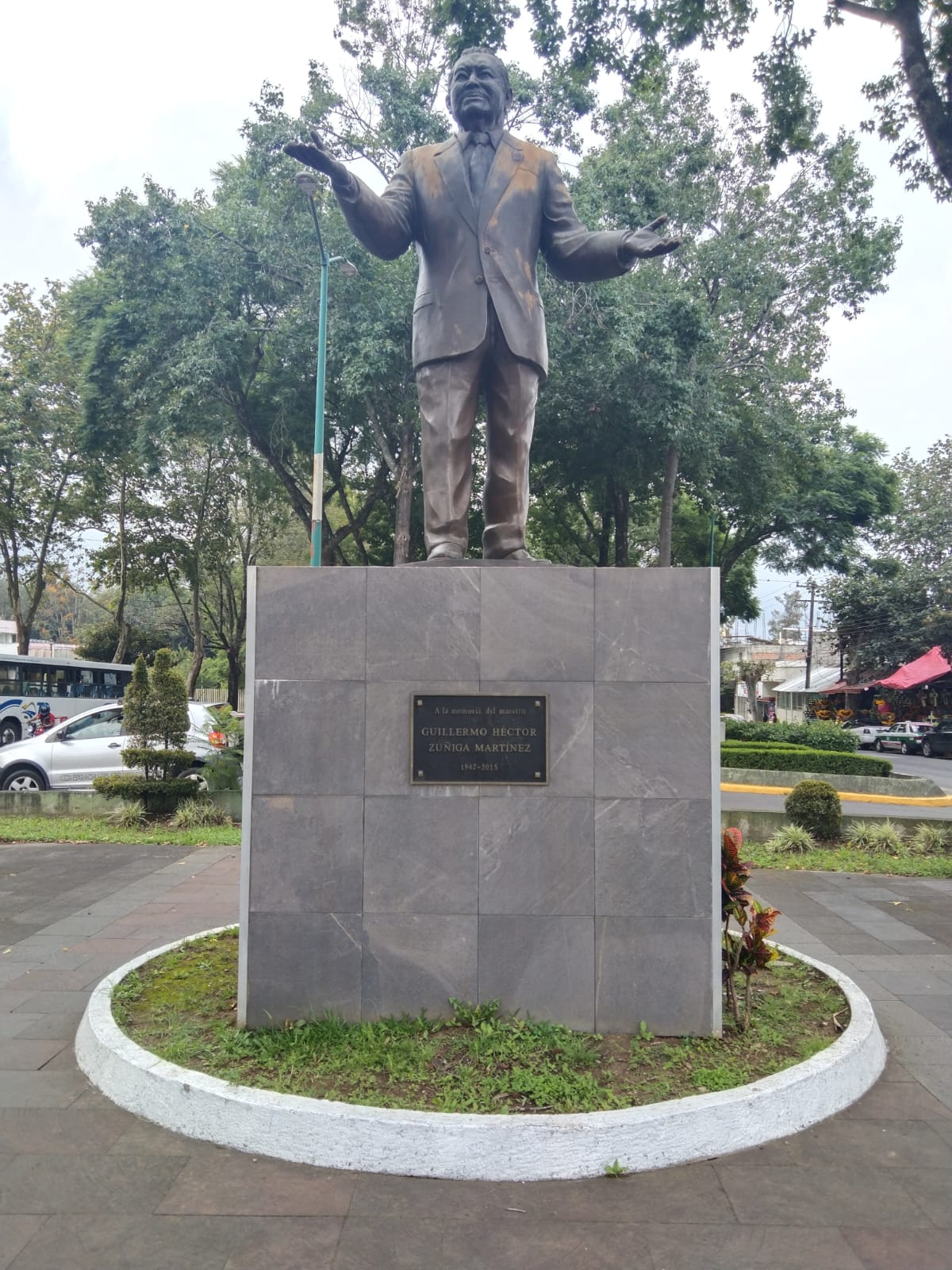
Monumento al profesor Guillermo Héctor Zúñiga Martínez ubicado en la ciudad de Xalapa, Veracruz.

En ese mismo año del 2011, se nombra como rector de la Universidad Popular Autónoma de Veracruz (UPAV) al Profesor Guillermo Héctor Zúñiga Martínez, quien se hace acompañar para desempeñar el cargo por diferentes funcionarios, académicos e intelectuales de la entidad veracruzana, fortaleciendo con su conocimiento, experiencia y trabajo el funcionamiento de la UPAV.

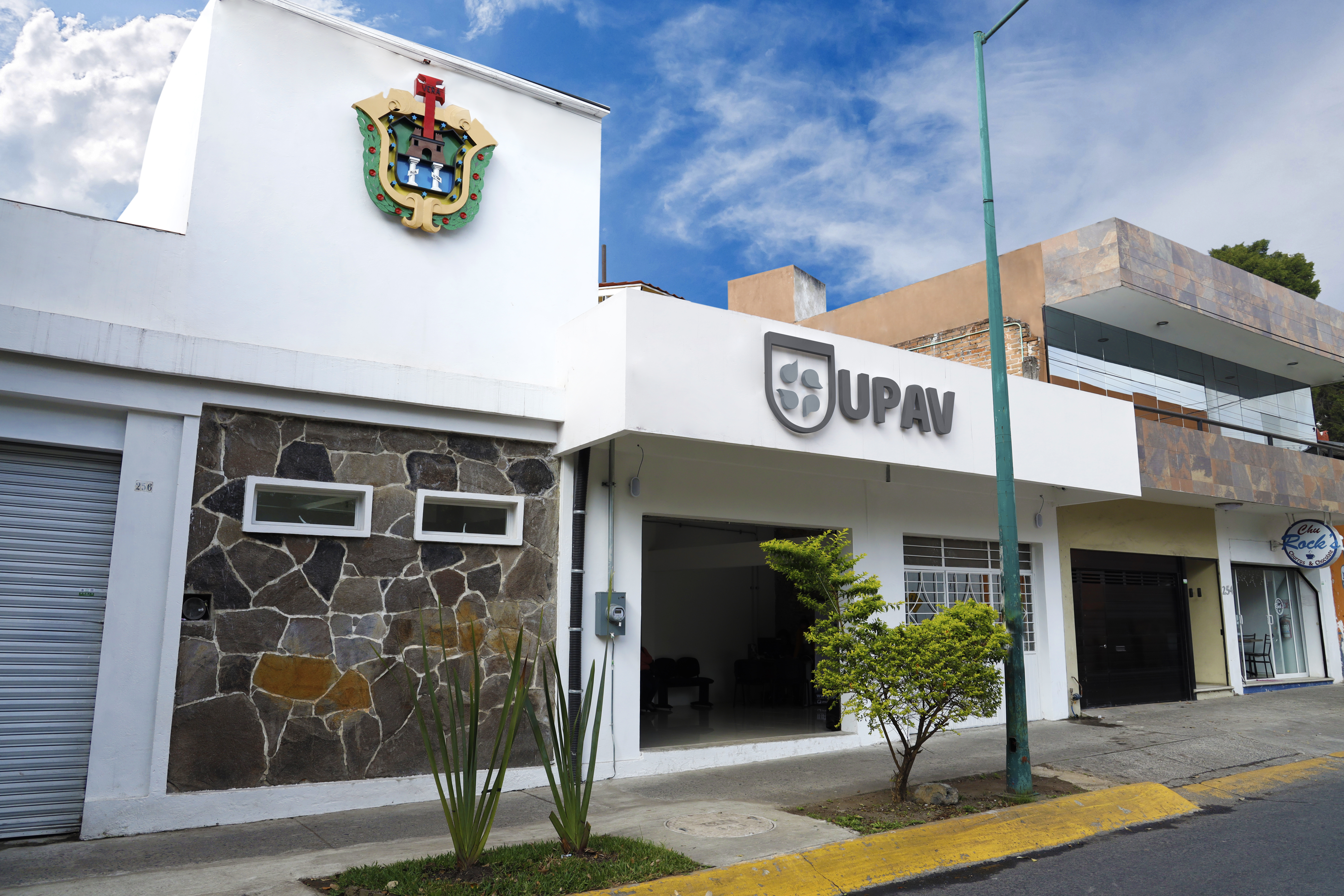
Rectoría UPAV

Esta institución de educación media superior y educación superior es de carácter público y todos sus programas educativos de bachillerato, licenciaturas y posgrados (especialidades, maestrías y doctorados) están debidamente registrados ante la Secretaría de Educación Pública (SEP). Hay que destacar, que esta institución ha sufrido cambios estructurales: administrativos, actualización de los programas curriculares, infraestructura educativa, así como en su modelo educativo. Dicho modelo parte de la perspectiva de la pedagogía social que surgió a finales del siglo XIX con el sistema de Paul Natorp, filósofo alemán neokantiano, y además parte del modelo educativo del constructivismo y del autodidactismo. A partir de este sistema educativo, la universidad es una de las pioneras en América Latina en utilizar el concepto de Aprendientes en lugar de Alumnos o Estudiantes, entendiendo a dichos aprendientes como personas capaces de analizar la realidad social desde la actitud autodidacta para el beneficio y transformación, buscando el bien común de la ciudadanía en la actualidad.
Asimismo, los aprendientes de la universidad tienen derecho al seguro facultativo del Instituto Mexicano del Seguro Social (IMSS) durante los periodos cursados, gozando de asistencia médica y hospitalaria, además de participar en las convocatorias para becas de transporte y manutención a través de la Coordinación Nacional de Becas de Educación Superior (CNBES).
Referente a sus espacios educativos el 7 de julio de 2017 se inauguró el Centro de Innovación Académica (CdIA) de la universidad, un espacio propio para la formación académica, capacitación continua y profesionalización de los estudiantes. [[]]
En el año 2020, la UPAV reubicó sus oficinas administrativas en la Torre 20/20 y la Rectoría con sede en la "Casa Veracruz" ubicados en la capital veracruzana, con el principal objetivo que la comunidad aprendiente-UPAV agilice sus trámites escolares. Así mismo, hay que destacar que durante los últimos años, la UPAV ha actualizado sus planes de estudio, elevando su calidad académica.
La administración de la rectoría se encarga de la gestión de los siguientes trámites: 1). Certificado de estudios de licenciatura y posgrados, 2). Liberación de la carta del servicio social, y  3). Expedición de títulos, entre otros trámites más.

## Oferta educativa
Educación media superior: 
- Modalidad mixta
- Modalidad unitario
- Modalidad virtual

Educación superior 
- Ciencias sociales y Administrativas
- Educación y Humanidades
- Ciencias de la salud
- Ingenierías y Ciencias Aplicadas
- Artes

Posgrados 
- Especialidad
- Maestrías
- Doctorados

Educación continua 
- Cursos, talleres y diplomados

## Difusión y divulgación
La difusión cultural y la divulgación académica de la Universidad Popular Autónoma de Veracruz (UPAV) corre a cargo del departamento de producción y comunicación. Cuenta con cabina de radio, cámaras fotográficas profesionales, sistema de computo, y además, cuenta con su propio servidor de alta tecnológica. El uso, la producción e impacto de los recursos tecnológicos es controlado por un grupo de profesionales de la comunicación como conductoras, diseñadores, camarógrafos, fotógrafos y reporteros donde desarrollan proyectos tales como UPAV RADIO y UPAV TV, sección de notas informativas, vídeos y tutoriales institucionales para el apoyo administrativo y gestión de trámites por parte de los aprendientes. Este equipo de profesionales lleva el orden y el cuidado del diseño y la comunicación institucional de la UPAV.  Así mismo, este departamento está en constante actualización para mantener a la vanguardia en el ámbito de las tecnologías de la información y comunicación de la propia universidad con el uso de la web 2.0 habilidades digitales que el equipo explota para la mayor difusión, divulgación e interactividad con la comunidad aprendiente de la Universidad Popular Autónoma de Veracruz.